# Лето в поисках «Корвета»
Лето в поисках «Корвета» (англ. Corvette Summer) — американский приключенческий комедийный фильм 1978 года, снятый режиссёром Мэттью Роббинсом. В главных ролях выступили Марк Хэмилл и Энни Поттс, которая получила номинацию на премию «Золотой глобус» в 1979 году. Премьера картины в США состоялась 2 июня 1978.

## Сюжет
Кеннет любит проектировать и строить экзотические автомобили. Во время экскурсии его класса на местную свалку, он обнаруживает машину своей мечты — Корвет Стингрей — и забирает её в свою мастерскую, где подвергает её тщательной и длительной реставрации.
С завидным упорством, старшеклассник восстанавливает из хлама, найденного на свалке, и прочей рухляди свою «машину-мечту». Уже скоро, недоброжелатели угоняют шикарный автомобиль. Но парень не сдаётся и отправляется в путешествие на поиски своего Корвета, где на пути его ждёт много приключений и новая любовь.
След угонщиков приводит его в Лас-Вегас, где в его намерениях к нему присоединяется начинающая проститутка Ванесса. После долгих мытарств и испытаний, они пытаются отыскать похищенный у Кена спорткар и находят его у местного дилера. Кеннет вливается к нему в доверие и после головокружительной акции возвращает себе своё детище.

## В ролях
| Актёр              | Роль                  |
| ------------------ | --------------------- |
| Марк Хэмилл        | Кеннет Дентли младший |
| Энни Поттс         | Ванесса               |
| Юджин Роч          | Ед МакГрат            |
| Уильям Брайант     | преподаватель полиции |
| Ричард Маккензи    | директор Бэкон        |
| Ким Милфорд        | Уэйн Лоури            |
| Филип Брюнс        | Гил                   |
| Дэнни Бонадьюс     | Кутц                  |
| Альберт Инсинниа   | Риччи                 |
| Джейн А. Джонстон  | миссис Дентли         |
| Стэнли Кэмел       | мошенник в Лас-Вегасе |
| Клиффорд А. Пеллоу | старый Джон           |
| Джейсон Ронард     | помощник Уэйна        |
| Брайон Джеймс      | помощник Уэйна        |